# Michal Dorič
Michal Dorič (1. nebo 15. května 1887 Malé Zalužice – 21. května 1969 Malé Zalužice) byl slovenský a československý politik, meziválečný poslanec Národního shromáždění za Republikánskou stranu zemědělského a malorolnického lidu.

## Biografie
V parlamentních volbách v roce 1929 získal za Republikánskou stranu zemědělského a malorolnického lidu poslanecké křeslo v Národním shromáždění. Podle údajů k roku 1929 byl profesí rolníkem v Malých Zalužicích.